# Uananas

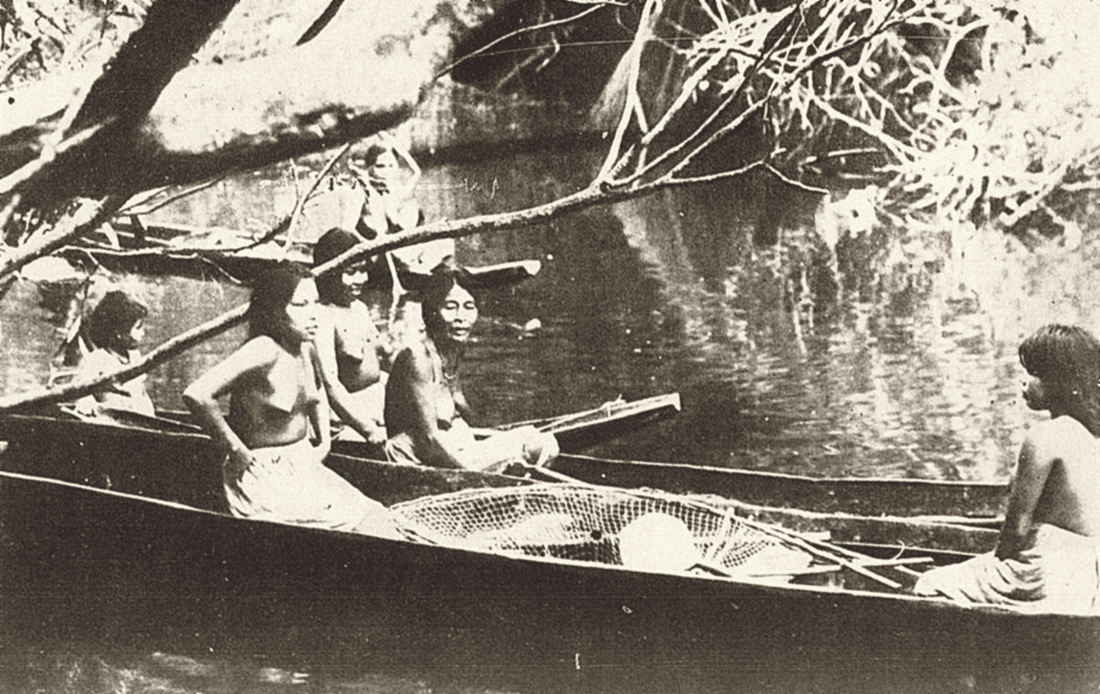
Mulheres uananas pescando no rio Timbó, 1933.

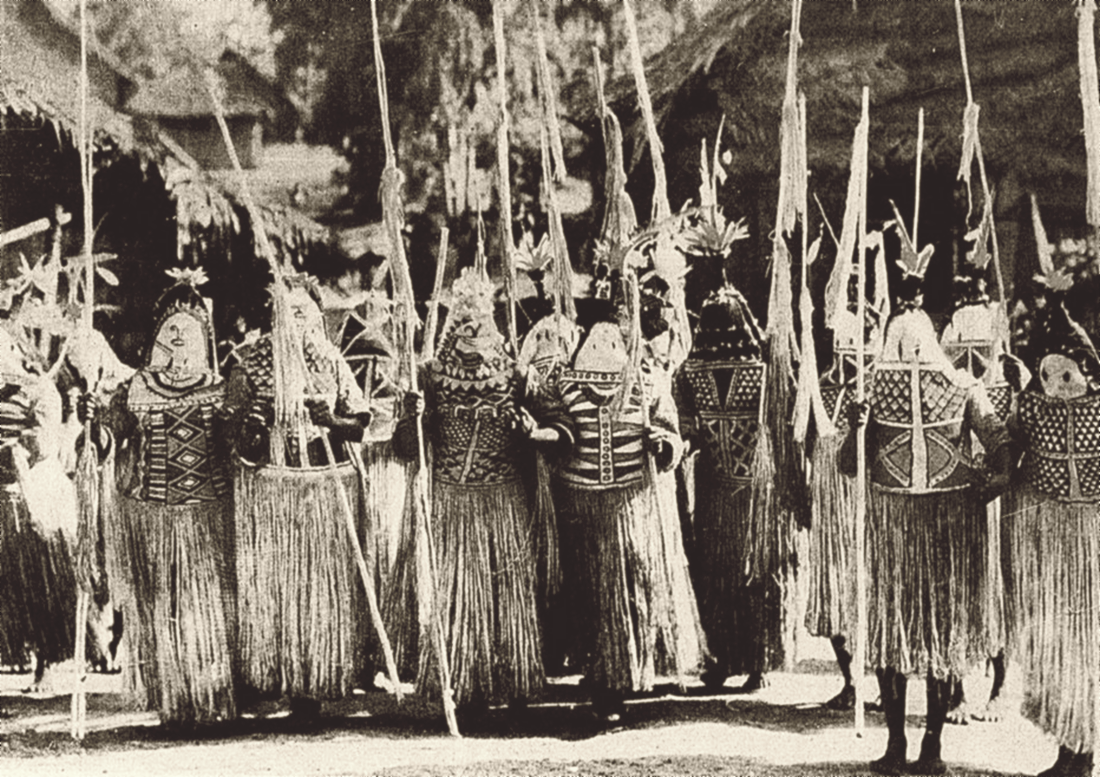
Uanana: dança das máscaras, 1933.

Os Uananas ou Wanana (Guananas, na Colômbia; Cotiria, na autodenominação) são um grupo indígena que habita o Noroeste do estado brasileiro do Amazonas, mais precisamente a Área Indígena Alto Rio Negro, Médio Rio Negro I e Yauareté I - onde hoje se situa o município de São Gabriel da Cachoeira, na fronteira com a Colômbia, país que também possui populações desta etnia.
Dentre os povos vizinhos dos uanana estão os baníuas, tariana, tucanos e baré.

## Denominações
Em português são chamados uananas ou uananos, wanâna; em espanhol são os guanamas ou guanamos; os tucanos os chamam de de ocoticana, os cubeos de ocodisua e os tarianas de panumapa; já entre si eles se chamam cotiria, cótedia ou cótiria.

## Histórico
Os uananas foram deslocados de seu habitat original no alto Querari pelos cubeuas; há alguns séculos ocupam com suas malocas áreas em Iutica e em Caruru, uma cachoeira às margens do rio Uaupés.
A presença portuguesa teve início em 1730, quando soldados foram enviados à região com o fim de definir as fronteiras; até 1750 escravizaram ali cerca de vinte mil indígenas e até 1800 estabeleceram uma base militar na foz do Uaupés no rio Negro com incursões para a captura de nativos para trabalho na roça e para assegurar as fronteiras e, em 1782 e no ano seguinte muitos deles fugiram daqueles assentamentos.
Com apoio governamental na segunda metade do século XIX frades franciscanos estabeleceram uma missão em Taracuá e em Ipanoré, onde passaram a ridicularizar os pajés, expuseram às mulheres as flautas sagradas e outras ações que fizeram os nativos se revoltarem em 1888 e os expulsarem, retomando as antigas moradas.
Também os comerciantes infligiam aos nativos a escravidão por dívidas, levavam suas mulheres e filhos como pagamentos; em 1914 Pio X designou os salesianos para a região, após o fracasso dos franciscanos, e eles se estabeleceram em 1929, a cerca de 60 km do território uanana, estabelecendo internatos e sendo intolerantes com a cultura e a língua dos povos locais - em ações que só findaram quando, em 1987, o governo cortou-lhes as verbas; no começo do século XX o cultivo da borracha proporcionou algum rendimento aos habitantes.
O território indígena do Alto Rio Negro foi demarcado em 1996.

## População
No Brasil este povo contaria com cerca de 500 indivíduos, morando em aldeias com 30 a 160 habitantes e separadas entre si entre 3 a 24 km, em dez assentamentos; já na Colômbia a população seria o triplo da brasileira, o que daria um total de 1500 a 1600 uananas.

## Cultura e costumes
Os Uananas realizam a dança chamada Acangatara, coletiva, em que os homens e cunhãs enlaçados, todos juntos formam uma serpentina humana que gira ritmadamente.
Para eles as mulheres são seres inferiores, e devem trabalhar, mesmo em adiantado estado de gravidez.
Hoje estima-se que 5% da população seja alfabetizada em seu próprio idioma e de 25 a 50% em português. A língua que falam é o tucano oriental, com variantes dialetais entre os que moram rio acima dos de rio abaixo. Com o advento das estradas e o comércio as tradições e costumes estão sendo perdidos.

### Lenda dos Taria
Fruto do trabalho de pesquisa do conde italiano Ermanno Stradelli, no final do século XIX, tem-se o relato da lenda dos Taria, um povo que travara guerra contra os Arara, que eram aliados do Uananas; estes, procurando vingar-se, atacaram a aldeia do chefe Bopé que, para se proteger, erguera paliçadas e acabaram dizimando a todos os guerreiros uananas, menos um; este, refugiando-se na mata, havia criado uma anta e, voltando para casa, caiu de fome - mas a seu pedido a anta passou a lhe trazer beijus; as mulheres, preocupadas com a demora dos maridos, viram o animal e resolveram segui-lo até encontrarem o guerreiro remanescente, que lhes contou o ocorrido.
As mulheres uananas então resolveram se vingar dos Taria e seu chefe Bopé; as mulheres de outras tribos se uniram a elas, e levaram seus maridos - mas havia espiões entre eles, e o chefe inimigo as esperou com armadilhas; novamente foram dizimados e os poucos sobreviventes refugiaram-se nas matas.

## Choques com a cultura branca
Já no começo do século XX eram relatados casos de comerciantes, sobretudo colombianos, que introduziam e comercializavam aguardente entre os uanana; interesses entre brasileiros e colombianos poderiam se unir para a exploração dos índios e relatórios instavam para a adoção de medidas protetivas.
Em 2013 a Polícia Federal deflagrou a Operação Cunhatã, com o fim de coibir a exploração sexual infantil de meninas indígenas de várias etnias em São Gabriel da Cacheoeira, dentre as quais meninas uanana - uma situação que vinha sendo denunciada por entidades católicas desde 1984 por uma missionária italiana, que teve de ser retirada do lugar para sua proteção.